# Harpocració d'Argos
Harpocració d'Argos (en llatí Harpocration, en grec antic Ἁρποκρατίων) fou un filòsof platònic grec nascut a Argos.
Va escriure un comentari sobre Plató en 24 llibres i un lèxic sobre el mateix Plató en dos llibres, que s'esmenten a Suides. Sembla ser el mateix Harpocració mencionat per Ateneu de Naucratis juntament amb Crisip de Soli i Estobeu.